# Pselliophora ladelli
Pselliophora ladelli är en tvåvingeart som beskrevs av Edwards 1932. Pselliophora ladelli ingår i släktet Pselliophora och familjen storharkrankar.
Artens utbredningsområde är Thailand. Inga underarter finns listade i Catalogue of Life.